# Séverine Desbouys
Séverine Desbouys, née le 17 août 1974 à Vichy, est chef d'entreprise française et une ancienne cycliste professionnelle.

## Biographie

### Carrière sportive
Séverine Desbouys commence le cyclisme en 1989. En 1991, année de son baccalauréat, elle intègre l’Équipe de France.
En 2000, elle remporte deux étapes de la Grande Boucle féminine (Tour de France féminin), et obtient le maillot de meilleur grimpeur. Cette même année, elle remporte le Trophée International, coupe du monde féminine de cyclisme, et termine au 4e rang mondial.
En 2001, elle franchit une étape importante en décidant de devenir cycliste professionnelle. Elle intègre la meilleure équipe mondiale du moment, Gas Sport Team, dont elle est le leader, avec la championne du monde biélorusse Zinaida Stahurskaia.
La même année, alors 4e du Tour de France féminin, elle est victime d’une grave chute dans l’étape de Bourges. Ses fractures du genou droit et gauche, ses multiples contusions et ses quelques jours passés dans le coma, la tiendront éloignée du cyclisme pendant un an et demi.
En 2003, elle reprend sa carrière avec pour perspective les Jeux olympiques d’été de 2004. Le soir des championnats de France à Plumelec en 2003, elle décide de mettre un terme à sa carrière de sportive.[source insuffisante]

### Carrière de dirigeante
Elle intègre, au sortir de ses études, la Direction générale du développement économique de la mairie de Marseille où elle travaille pendant 5 ans. Elle y suit alors le dossier Euro Méditerranée et, plus spécifiquement, la candidature de Marseille pour la Coupe de l’America, sous la direction de Xavier Giocanti.

## Engagements et centres d'intérêts

### Éducation et innovation
Pour 2022, l’objectif fixé avec Roxana Maracineanu, Ministre déléguée aux sports, est de 200 000 élèves. D’ici les jeux olympiques de 2024, le but est de couvrir l’entière tranche d’âge, c’est-à-dire 800 000 élèves.
Elle a été ambassadrice UNSS de 2012 à 2014 et promeut ainsi le sport à l’école, au collège et au lycée.

### Sport et entrepreneuriat
Le 27 mai 2021 Séverine Desbouys a été élue vice-présidente représentant le monde économique au travers de la CPME, à la Conférence Régionale du Sport en Île-de-France. Cet organisme a pour but de construire un projet sportif territorial en Ile-de-France, elle réunit, pour cela, les représentants des services de l’État, des collectivités territoriales, du mouvement sportif et des acteurs du monde économique et social du champ sportif.
Elle est par ailleurs vice-présidente de la commissionSport et territoires.[source insuffisante]
Séverine Desbouys fait partie du Comité d'échange franco-japonais club créé par la Chambre de commerce et d’industrie d’Ile-de-France afin de favoriser les échanges professionnels entre les deux pays.[source insuffisante]

### Sport féminin et égalité hommes/femmes
Séverine Desbouys s'investit également depuis de nombreuses années pour une meilleure représentation des femmes dans le sport et plus généralement dans la société. Membre du Women’s Forum depuis 2017, elle met en avant les places des femmes athlètes dans les instances dirigeantes.
Séverine Desbouys est par ailleurs engagée auprès de la jeunesse africaine en tant qu’ambassadrice depuis 2020 de Sport en commun, une plateforme numérique panafricaine pour une transformation par le sport menée à travers la connexion de porteurs de projets auprès de structures capables de financer leurs actions et de les accompagner dans leur réalisation.

## Palmarès sportif
- 1996
  - 10e du championnat d'Europe sur route espoirs
- 1998
  - 2e du championnat de France sur route
- 1999
  - Étape du Tour Mondovélo
  - 4e étape du Tour de Haute-Vienne
  - 3e du championnat de France sur route
  - 3e du Tour du Périgord
  - 3e de la Route des vins
- 2000
  - 1re et 12e étapes de la Grande Boucle Féminine
  - Meilleure grimpeuse de la Grande Boucle Féminine (maillot à pois)
  - Trophée International
  - Étape du Tour Mondovélo
  - 2e du Trophée d'Or
  - 4e de la Grande Boucle Féminine